# Godelhausen
Godelhausen ist ein Ortsteil der Ortsgemeinde Theisbergstegen im Landkreis Kusel in Rheinland-Pfalz. Bis 1969 war er eine selbständige Gemeinde.

## Geographie
Godelhausen befindet sich im südlichen Gemeindegebiet am linken Ufer des Glan im sogenannten Musikantenland, einem Teilbereich des Nordpfälzer Berglandes.

## Geschichte
Von 1798 bis 1814, als die Pfalz Teil der Französischen Republik (bis 1804) und anschließend Teil des Napoleonischen Kaiserreichs war, war Godelhausen in den Kanton Kusel eingegliedert. 1815 wurde der Ort Österreich zugeschlagen. Bereits ein Jahr später wechselte der Ort in das Königreich Bayern. Von 1818 bis 1862 war der Ort Bestandteil des Landkommissariat Kusel, das anschließend in ein Bezirksamt umgewandelt wurde. Zudem war Godelhausen Sitz einer Bürgermeisterei, zu der das nahe Rutsweiler am Glan gehörte.
1939 wurde der Ort in den Landkreis Kusel eingegliedert. Nach dem Zweiten Weltkrieg wurde Godelhausen innerhalb der französischen Besatzungszone Teil des damals neu gebildeten Landes Rheinland-Pfalz. 1967 gewann die Gemeinde die Goldmedaille beim Wettbewerb „Unser Dorf soll schöner werden“. Im Zuge der ersten rheinland-pfälzischen Verwaltungsreform wurde Godelhausen 1969 in die Nachbargemeinde Theisbergstegen eingegliedert.

## Kultur
Mit zwei Hofanlagen, einem Quereinhaus und dem ehemaligen Schulhaus befinden sich vor Ort insgesamt vier Objekte, die unter Denkmalschutz stehen.

## Infrastruktur
Durch Godelhausen verläuft die Kreisstraße 18, die den Ort mit Theisbergstegen und Matzenbach verbindet. Obwohl die Bahnstrecke Landstuhl–Kusel den östlichen Siedlungsrand passiert, besaß der Ort aufgrund seiner geringen Größe nie einen Bahnhalt; der nächstgelegene ist der Bahnhof Theisbergstegen.

## Söhne und Töchter des Ortes
- Lothar Emrich (1943–2012), Künstler